# Alexander Tochtermann
Alexander Tochtermann (* 1984 in Geltendorf) ist ein deutscher Architekt und Hochschullehrer.

## Werdegang
Alexander Tochtermann studierte Architektur an der Hochschule München, der University of East London und an der Accademia di Architectura di Mendrisio bei Raphael Zuber und Valerio Olgiati. Nach seinem Diplom gründete er 2012 in Mailand und 2014 in München das Architekturbüro Tochtermann Wündrich mit Philipp Wündrich und ist seit 2020 alleine in München tätig. Tochtermann lehrte bei Uta Graff an der TU München, bei Carlo Baumschlager an der ADBK München und seit 2021 an der HTWK Leipzig. 2019 wurde er in den Bund Deutscher Architekten berufen.

## Bauwerke
Eine Auswahl von Tochtermann Wündrichs Bauwerke wurden von Sebastian Schels und Mikael Olsson fotografiert.
- 2013–2015: 6x8 Haus, Wien
- 2015–2016: Eingangsrampe Verpackerei, Görisried
- 2017–2022: 6x60 Haus, Schwabhausen[4]

## Auszeichnungen und Preise
- 2016: Engere Wahl – BDA Preis max40 für 6x8 Haus, Wien[5]
- 2017: Nominierung – DAM Preis für 6x8 Haus, Wien[6]
- 2023: Anerkennung – Architekturpreis Beton für 6x60 Haus, Schwabhausen[7]
- 2023: Nominierung – DAM Preis für 6x60 Haus, Schwabhausen[8]
- 2023: BDA Regionalpreis Oberbayern für 6x60 Haus, Schwabhausen[9]
- 2023: Auszeichnung – Häuser des Jahres für 6x60 Haus, Schwabhausen
- 2025: Mitgliederpreis und Anerkennung – BDA Preis Bayern für 6x60 Haus, Schwabhausen[10]

## Ausstellungen
- 2019: Icastic architecture. Architekturgalerie München[11][12]